# Nghị định thư Montréal
Nghị định thư Montréal về các chất làm suy giảm tầng ôzôn (một nghị định thư của Công ước Vienna về bảo hộ của các tầng ôzôn) là một hiệp ước quốc tế được thiết kế để bảo vệ tầng ozone bằng cách loại bỏ dần việc sản xuất nhiều các chất được cho là chịu trách nhiệm về sự suy giảm ôzôn. Hiệp ước này được mở cho việc ký kết vào ngày 16 tháng 9 năm 1987, và đã có hiệu lực từ ngày 01 tháng 1 năm 1989, theo sau một cuộc họp đầu tiên tại Helsinki, tháng 5 năm 1989. Kể từ đó, nó đã trải qua chín lần xem xét và chỉnh sửa lại vào các năm 1990 (London), 1991 (Nairobi), 1992 (Copenhagen), 1993 (Bangkok), 1995 (Viên), 1997 (Montréal), 1998 (Úc), 1999 (Bắc Kinh), 2016 (Kigali). Người ta tin rằng nếu các thỏa thuận quốc tế được tôn trọng, tầng ozone dự kiến sẽ phục hồi vào năm 2050. Do thông qua thực hiện rộng rãi và đã được ca ngợi là một ví dụ về hợp tác quốc tế đặc biệt, với tổng thư ký Liên Hợp Quốc lúc đó là Kofi Annan được trích dẫn nói rằng "có lẽ thỏa thuận quốc tế thành công nhất cho đến nay đã đạt được trên thế giới là Nghị định thư Montreal" . Nghị định đã được 196 quốc gia phê duyệt. 